# متلازمة معلوف
متلازمة معلوف أو مالوف (المعروفة أيضًا باسم "متلازمة قصور الغدد التناسلية-الاحتقاني في عضلة القلب") هي اضطراب خلقي يسبب واحدًا أو أكثر من الأعراض التالية: التخلف العقلي، خلل تكوين المبيض، اعتلال عضلة القلب الاحتقاني، قاعدة الأنف العريضة، تضخم الجفن، وتشوهات العظام، وأحيانًا (القامة الطويلة مع الأطراف الطويلة والرفيعة، القليل من الدهون تحت الجلد (النحافة)، عنكبوت الأصابع (هي حالة يكون فيها أصابع اليديد والقدمين طويلة ونحيلة بشكل غير طبيعي) ، فرط التمدد المفصلي (فرط المرونة في حركة المفاصل)، الوجه الضيق، الذقن الصغير، الخصيتان الكبيرتان، ونقص التوتر).
سمي هذا المرض على اسم J. Malouf، الذي أجرى دراسة حالة على عائلة تعاني من هذا المرض في عام 1985. تتكون الدراسة من شقيقتين تظهران الأعراض المذكورة أعلاه. كان والدا الأخوات أبناء عمومة من الدرجة الأولى، مما يشير إلى احتمال وجود اضطراب وراثي. في عام 1992، أجريت دراسة حالة جديدة عن امرأة تبلغ من العمر 18 عامًا بواسطة Narahara et. التي أسفرت عن نتائج مماثلة لمالوف. على الرغم من أن انتشار متلازمة مالوف غير معروف، إلا أن هناك أقل من 20 عائلة مصابة تمت مناقشتها في المطبوعات (الحالات المسجلة). بينما لا يوجد علاج محدد لمتلازمة مالوف، يمكن علاج الأعراض. خيارات العلاج فردية ويجب أن يحددها طبيب أو أخصائي.

## العلامات والأعراض
تتمثل الأعراض الرئيسية لهذا المرض في قصور الغدد التناسلية المفرط المناعي واعتلال عضلة القلب، حيث يكون تعايشهما نادرًا للغاية.

### الأعراض:[8]
- قصور الغدد التناسلية
- اعتلال عضلة القلب
- تمدد عضلة القلب
- تضخم الجفن
- قاعدة أنفية عريضة
- عجز فكري خفيف
- تشوهات التمثيل الغذائي
- انسداد الغدة الدرقية: خلل خلقي نادر في الغدة الدرقية يتميز بغياب فص واحد.[10]
- ظهور الشيخوخة في القدمين
- تشوهات هيكلية خفيفة
- السكرى[10]
- ورم كولاجيني
- خلل تكوين المبيض (في الإناث)
- الأعضاء التناسلية ناقصة التنسج: الأعضاء التناسلية المتخلفة
- الخصية المعلقة (في ذكور)
- صغر القضيب (في ذكور)
- الخصية الصغيرة (في ذكور)

ملحوظة: من الممكن أن يظهر على الذكور المصابين بمتلازمة مالوف اعتلال عضلة القلب ولكن ليس لديهم خلل في تكوين الخصية

## علم الوراثة
تتضمن متلازمة معلوف نمط وراثي سائد. وهو ناتج عن طفرة خطأ غير متجانسة في جين LMNA الموجود على الكروموسوم 1 (1q22). يشفر جين LMNA اللامين A واللامين C. عائلة البروتينات اللامين (البروتينات الصفائحية) هي مكونات الصفيحة النووية التي تتكون من شبكة بروتينية داخل الغشاء النووي الداخلي تحدد الاستقرار النووي وبنية الكروماتين والتعبير الجيني. يمكن أن تؤدي الطفرات في هذا الجين إلى العديد من الأمراض إلى جانب متلازمة مالوف، مثل الحثل الشحمي الجزئي العائلي، وضمور الأطراف العضلية، ومتلازمة هاتشينسون جيلفورد بروجيريا، إلخ. مما يجعل من الصعب التمييز بين ظهور علامات متلازمة مالوف أو أعراض أخرى أمراض أخرى على المريض.
الطفرات غير المتجانسة الأكثر شيوعًا الموجودة في جين LMNA هي استبدال متغاير الزيجوت (de novo ala57-to-pro (A57P)) الناتج عن تحويل (584G-C) في جين LMNA وانتقال (de novo 176T-C) في exon 1 مما يؤدي إلى (leu59 to-arg (L59R)) استبدال.

## تشخيص
لا توجد معايير محددة لتشخيص متلازمة معلوف. تُستخدم العلامات والأعراض مثل اعتلال عضلة القلب الاحتقاني أو التوسعي، أو خلل تكوين المبيض عند الإناث، أو فشل الخصية الأولي عند الذكور، والتخلف العقلي، وقاعدة الأنف العريضة، وانتفاخ الجفن، والآفات الجلدية، والتشوهات الهيكلية كمرجع لتشخيص هذا المرض النادر، والاختبار الجيني من الجين LMNA يمكن أن يكون بمثابة وسيلة لتأكيد أي تشخيص تم إجراؤه.
تم تشخيص متلازمة معلوف لأول مرة في عام 1985 من قبل الدكتور جو معلوف، فحص الدكتور معلوف شقيقتين تعرضتا لاعتلال عضلة القلب الاحتقاني المرتبط بخلل تكوين المبيض، وقصور الغدد التناسلية المفرط الثانوي، وتدلي الجفون الثنائي، وعظام الأنف البارزة. وأشار معلوف إلى أن هذا المرض قد يكون عائلياً حيث أن الشقيقتين كانتا أبناء أبناء عموم من الدرجة الأولى. في عام 1992، قام كوجي نراهارا بفحص فتاة تبلغ من العمر 18 عامًا ظهرت عليها نفس الأعراض التي لاحظها الدكتور معلوف.
يكون تشخيص هذه المتلازمة متضاربًا في بعض الأحيان، حيث تتطابق الأعراض المعروضة مع تلك الخاصة بأمراض أخرى مثل الحثل العضلي لحزام الأطراف، ومتلازمة بروجيريا هوتشينسون جيلفورد، إلخ.

## تدبير أو تنظيم
حاليًا، لا يوجد علاج أو علاج محدد لمتلازمة معلوف. ومع ذلك، هناك طرق للتحكم في الأعراض المصاحبة للمرض. من أجل علاج اعتلال عضلة القلب التوسعي، يستخدم الأطباء عادةً مجموعة من الأدوية. اعتمادًا على أعراضك، قد تحتاج إلى عقارين أو أكثر. فيما يلي قائمة بالأدوية المستخدمة في علاج اعتلال عضلة القلب التوسعي.

### الأدوية:[20]
- مثبطات الإنزيم المحول للأنجيوتنسين (ACE) - نوع من الأدوية يضخم الأوعية الدموية ويخفض ضغط الدم من أجل تحسين تدفق الدم للفرد. يمكن أن يسبب هذا النوع من الأدوية سعالًا جافًا، وانخفاض ضغط الدم، وانخفاض عدد خلايا الدم البيضاء، ومشاكل في الكلى أو الكبد.
- حاصرات مستقبلات الأنجيوتنسين 2 (ARBs) - دواء بديل يمكن استخدامه إذا كان الشخص لا يتحمل مثبطات الإنزيم المحول للأنجيوتنسين. يمكن أن يسبب هذا الدواء الإسهال وتشنجات العضلات والدوخة.
- ساكوبيتريل / فالسارتان (إنتريستو) - نوع من الأدوية التي تجمع بين حاصرات مستقبلات الأنجيوتنسين وعقار طبي آخر للمساعدة في ضخ الدم من قلبك إلى باقي أجزاء الجسم. هذا الدواء مخصص للأشخاص الذين يعانون من قصور القلب المزمن.
- حاصرات بيتا-هذا النوع من الأدوية يبطئ معدل ضربات القلب ويخفض ضغط الدم. قد يمنع هذا الدواء أيضًا الآثار الضارة لهرمونات التوتر. تشمل بعض الآثار الجانبية لهذا الدواء الدوخة وانخفاض ضغط الدم.
- مدرات البول-يزيل هذا النوع من الأدوية السوائل الزائدة والأملاح من جسمك وكذلك رئتيك.
- الديجوكسين (لانوكسين)-الغرض من هذا الدواء هو تقوية تقلصات عضلات القلب وإبطاء ضربات القلب. يمكن أن يقلل هذا الدواء من أعراض قصور القلب ويحسن قدرتك على أن تكون أكثر نشاطًا.
- ايفابرادين(كورلانور)-يستعيد هذا الدواء ضربات قلبك الطبيعية عن طريق إبطاء وتنظيم معدل ضربات القلب.
- أدوية تسييل الدم (مضادات التخثر)-يساعد هذا النوع من الأدوية في منع تجلط الدم ولكن يمكن أن يسبب كدمات أو نزيفًا.
- هناك أيضًا أجهزة علاجية متاحة، خاصةً مع استخدام الأجهزة، والتي يمكن تنفيذها للمساعدة في علاج اعتلال عضلة القلب التوسعي.

- الأجهزة العلاجية:[20]

1. منظم ضربات القلب ثنائي البطين- يرسل هذا الجهاز إشارات كهربائية للتحكم في الانقباضات بين البطينين الأيمن والأيسر.
2. أجهزة مقوم نظم القلب ومزيلات الرجفان القابلة للزرع (ICD)-يراقب هذا الجهاز نبضات قلبك ويرسل صدمات كهربائية للتحكم في ضربات القلب السريعة وغير الطبيعية. يمكن أن يعمل هذا الجهاز أيضًا كجهاز تنظيم ضربات القلب.
3. أجهزة مساعدة البطين الأيسر (LVAD)-يتم توصيل هذا الجهاز بالقلب والبطن أو الصدر لمساعدة القلب الضعيف على ضخ الدم.

يمكن علاج قصور الغدد التناسلية المفرط للغدد التناسلية بالعلاج بالهرمونات البديلة، والذي يتكون من تناول الأدوية التي تحتوي على الهرمون الذي يفتقر إليه جسمك، مثل هرمون التستوستيرون والإستروجين والبروجسترون أو هرمونات الغدة النخامية لتحل محل الهرمونات التي لم يعد الجسم ينتجها. يمكن أن يأتي الدواء على شكل أقراص، أو لاصقات، أو مواد هلامية، أو حتى حقن.

## علم الأوبئة
انتشار متلازمة معلوف غير معروف في الوقت الحالي ولم يتم تحديده بالكامل. تم العثور على حوالي 20 عائلة من جميع أنحاء العالم، والتي يعاني أفرادها من متلازمة القلب. ومع ذلك، فإن انتشار اعتلال عضلة القلب التوسعي العائلي يتراوح من 30 إلى 50٪ من الحالات، مع 40٪ لأسباب وراثية يمكن تحديدها. تم تصنيف اعتلال عضلة القلب المتوسع في الأصل على أنه مرض نادر، ولكن تم تجاهل احتمال وجود ركيزة مألوفة. وجد لاحقًا أن تمدد عضلة القلب هو سبب رئيسي لفشل القلب، خاصة بين المرضى الصغار. بدأ التعرف على اعتلال عضلة القلب المتوسع كحالة جهازية وليست مرضًا منعزلاً. على الرغم من هذه الجهود والمساهمات الكبيرة، لا يزال معدل حدوث وانتشار اعتلال عضلة القلب التوسعي غير معروف.

## روابط خارجية

### تصنيف
- التصنيف الدولي للأمراض
- الوراثة المندلية على الإنترنت في الإنسان

### موارد خارجية
- Orphanet